# アースムーバー距離
アースムーバー距離（アースムーバーきょり、英: Earth Mover's Distance, EMD）は、密度関数、度数分布、または測度の間の類似度を評価するための距離関数であり、計量空間 D 上に定義される。  
直感的には、分布を「土を積み上げた山」と見なすとき、一方の分布からもう一方を作るのに必要な最小の「労力」を表す。ここでの労力は、移動させた土の量と、それを動かした距離の積として定義される。
確率分布間におけるEMDは、ワッサースタイン距離 {\displaystyle W_{1}}、カントロヴィッチ-ルビンシュタイン距離、またはモローズ距離（Mallows distance）としても知られている。
これは最適輸送問題の解として定式化されており、モンジュ-カントロヴィッチ問題とも呼ばれる。また、離散的な要素の上で定義される場合、最小重み二部マッチング問題と等価である。

## 定義
確率分布 {\displaystyle P}, {\displaystyle Q} に対し、EMDは以下のように定義される：
{\displaystyle {\text{EMD}}(P,Q)=\inf \limits _{\gamma \in \Pi (P,Q)}\mathbb {E} _{(x,y)\sim \gamma }\left[d(x,y)\right]\,}
ここで {\displaystyle \Pi (P,Q)} は、{\displaystyle P} および {\displaystyle Q} を周辺分布とする結合分布全体の集合である。
カントロヴィッチ-ルビンシュタイン双対性を用いると、以下のようにも表せる：
{\displaystyle {\text{EMD}}(P,Q)=\sup \limits _{\|f\|_{L}\leq 1}\,\mathbb {E} _{x\sim P}[f(x)]-\mathbb {E} _{y\sim Q}[f(y)]\,}
ここで上限は全ての1-リプシッツ連続関数 {\displaystyle f} にわたって取られる（すなわち {\displaystyle \|\nabla f(x)\|\leq 1\quad \forall x}.）

### シグネチャ間のEMD
一部の応用では、分布{\textstyle P}を「シグネチャ」すなわち質量付きクラスタの集合として表現するのが便利である。たとえば：{\textstyle P=\{(p_{1},w_{p1}),(p_{2},w_{p2}),...,(p_{m},w_{pm})\}} {\textstyle Q=\{(q_{1},w_{q1}),(q_{2},w_{q2}),...,(q_{n},w_{qn})\}}. 
クラスタ  {\textstyle p_{i}} と{\textstyle q_{j}}の距離を {\textstyle D=[d_{i,j}]} とすると、全体のコストを最小化するようなフロー {\textstyle F=[f_{i,j}]} を求めて次のように定義する：
{\displaystyle \min \limits _{F}{\sum _{i=1}^{m}\sum _{j=1}^{n}f_{i,j}d_{i,j}}}
制約条件は：
{\displaystyle f_{i,j}\geq 0,1\leq i\leq m,1\leq j\leq n}
{\displaystyle \sum _{j=1}^{n}{f_{i,j}}\leq w_{pi},1\leq i\leq m}
{\displaystyle \sum _{i=1}^{m}{f_{i,j}}\leq w_{qj},1\leq j\leq n}
{\displaystyle \sum _{i=1}^{m}\sum _{j=1}^{n}f_{i,j}=\min \left\{\ \sum _{i=1}^{m}w_{pi},\quad \sum _{j=1}^{n}w_{qj}\ \right\}}
EMDは以下のように定義される：
{\displaystyle {\text{EMD}}(P,Q)={\frac {\sum _{i=1}^{m}\sum _{j=1}^{n}f_{i,j}d_{i,j}}{\sum _{i=1}^{m}\sum _{j=1}^{n}f_{i,j}}}}

## 拡張と変種

### 質量が異なる場合
{\displaystyle P} と {\displaystyle Q} の全体質量が異なる場合、部分一致を許すことで対応できる。
以下のように定式化される：
{\displaystyle {\text{EMD}}(P,Q)={\tfrac {1}{\min(w_{P},w_{Q})}}\inf \limits _{\gamma \in \Pi _{\geq }(P,Q)}\int d(x,y)\,\mathrm {d} \gamma (x,y)}
ここで {\displaystyle \Pi _{\geq }(P,Q)} は、{\displaystyle P} および {\displaystyle Q} 以上の測度を持つ結合測度全体。
また、土の「生成・消失」を許し、その際にペナルティコスト {\displaystyle \alpha } を加えることで、真の距離関数を定義できる。

### 多分布間のEMD
EMDは2つ以上の分布に拡張することもできる。このとき、複数分布の「距離」は線形計画問題の最適解として定義され、Minkowski加法性と単調性を持つことが知られている。

## EMDの計算
EMDは輸送問題として定式化され、最小費用流問題のアルゴリズム（たとえばネットワーク単体法）で解ける。
特別な場合として、1次元のヒストグラムにおけるEMDは以下のように効率的に計算できる：
{\displaystyle {\begin{aligned}{\text{EMD}}_{0}&=0\\{\text{EMD}}_{i+1}&=P_{i}+{\text{EMD}}_{i}-Q_{i}\\{\text{Total Distance}}&=\sum _{i=0}^{n}|{\text{EMD}}_{i}|\end{aligned}}}

## 応用
EMDは画像検索における類似度計算や、パターン認識でのシグネチャ間の比較に用いられる。  
また、フローサイトメトリーなどのバイオマーカー比較にも応用されている。